# ت ع م−03:00
ت ع م−03:00 (بالإنجليزية: UTC−03:00)‏، هو معرف لمنطقة زمنية تقع بعد التوقيت العالمي المنسق (ت ع م) بثلاث ساعات −03، ويستخدم لقياس الوقت.

## التوقيت الرسمي

### طوال السنة
أوروبا
- فرنسا − يستخدم التوقيت فقط في غويانا الفرنسية

أمريكا الجنوبية
- سورينام
- البرازيل − يستخدم التوقيت فقط في الولايات التالية:

- ألاغواس
- أمابا
- باهيا
- سيارا
- مارانهاو
- بارا
- بارايبا
- بيرنامبوكو
- بياوي
- ريو غراندي دو نورتي
- سيرجيبي
- توكانتينس

- تشيلي − مقر الدولة الرئيسي
- الأرجنتين
- جزر فوكلاند

القارة القطبية الجنوبية
- أرض غراهام − يستخدم التوقيت فقط في جزيرة أديلايد، ومحطة روثيرا للأبحاث

### صيفًا فقط
أوروبا
- المملكة المتحدة − يستخدم التوقيت فقط في برمودا

أمريكا الشمالية
- كندا − يستخدم التوقيت فقط في الآتي:

- نوفا سكوشا
- نيو برونزويك
- جزيرة الأمير إدوارد
- لبرادور − (باستثناء الطرف الجنوبي الشرقي)

جزر الأطلسي
- جرينلاند − يستخدم التوقيت فقط في كاناك والشمال الغربي من الجزيرة

أمريكا الجنوبية
- البرازيل − يستخدم التوقيت فقط في الولايات التالية:

- ماتو غروسو
- ماتو غروسو دو سول

- باراغواي

القارة القطبية الجنوبية
- بعض الأماكن في شبه الجزيرة القطبية الجنوبية

### شتاءًا فقط
أوروبا
- فرنسا − يستخدم التوقيت فقط في سان بيير وميكلون

جزر الأطلسي
- غرينلاند − معظم مناطق الدولة (باستثناء قاعدة ثول الجوية)

أمريكا الجنوبية
- أوروغواي
- البرازيل − وتشمل:

- القطاع الفدرالي البرازيلي
- إسبيريتو سانتو
- غوياس
- ميناس جرايس
- بارانا
- ريو دي جانيرو
- ريو غراندي دو سول
- سانتا كاتارينا
- ساو باولو